# Тиуши (Чувашия)
Ти́уши (чув. Тивĕш) — деревня в Моргаушском районе Чувашской Республики. Входит в состав Шатьмапосинского сельского поселения.

## География
Находится в северо-западной части Чувашии, на расстоянии приблизительно 15 км на юго-восток по прямой от районного центра села Моргауши на берегах речки Большая Шатьма.

## История
Известна с 1858 года как околоток деревни Басаево (ныне Шор-Босай), когда в ней было 292 жителя. В 1906 году здесь было учтено 108 дворов и 537 жителей, в 1926 — 126 дворов и 526 жителей, в 1939 — 491 житель, в 1979 — 252. В 2002 году было 90 дворов, в 2010 — 78 домохозяйств. В 1929 году был образован колхоз «Красный трактор», в 2010 действовало ООО "Агрофирма «Колос». В период 1910—1937 годов имела статус села, так как действовала Гурьевская церковь (1910-35).

## Население
Постоянное население составляло 224 человека (чуваши 96 %) в 2002 году, 224 — в 2010.